# Церква Вознесіння Господа Нашого Ісуса Христа (Монастириха)
Церква Вознесіння Господа Нашого Ісуса Христа в Монастирисі — парафія і храм греко-католицької громади Гримайлівського деканату Бучацької єпархії Української греко-католицької церкви в селі Монастириха Чортківського району Тернопільської области.

## Історія церкви
До 1917 року в селі діяла богослужбова капличка, яку зруйнувала Перша світова війна. Нова церква була збудована у 1938—1939 роках. Оскільки парафія була дочірньою, богослужіння проводили лише на великі свята, а в інші дні віряни ходили до церкви села Турівка. У 1946—1964 роках парафія належала до РПЦ.
У 1964 році державна влада зняла парафію з реєстрації, а приміщення церкви використовували як зерносховище. 29 лютого 1964 року парафія села Монастириха об'єдналася з парафією села Турівка. У 1988 році церкву відкрили у підпорядкуванні РПЦ. Під час служіння о. М. Чайківського храм поштукатурили, перекрили та відреставрували ікони.
З 1990 року церкву почергово використовують дві громади села: УГКЦ та ПЦУ.

## Парохи
- о. Дмитро Ксьонжек (1939),
- псаломщик Л. Кочмар,
- о. М. Зарицький,
- о. Котик,
- о. М. Чайківський (з 1988).